# スワンピーの地下探検
スワンピーの地下探検 (原題：Where's My Water?: Swampy's Underground Adventures) は、アメリカで2012年10月5日よりディズニー動画で配信され、同年10月18日から2013年1月18日にかけてディズニーチャンネルとディズニーXDで放送されたテレビアニメ。日本では2013年7月23日より配信が開始された。

## パズルゲーム
アニメ放映前には2011年9月22日にパズルゲーム『スワンピーのお風呂パニック!』が有料アプリとしてサービス開始、フラッシュゲーム版(無料)も存在する。

### ゲームレベル(Game Level)
- スワンピーのお風呂パニック! (Where's My Water)
  - 初めまして、スワンピー
レベル1 - 初めて掘る (FIrst Dig)
レベル2 - ハード・ロック (Hard Rock)
レベル3 - トリプル・レインボー (Triple Rainbow)
レベル4 - 配管工ぼしゅう中 (You Need A New Plumer)
レベル5 - ガレージ・ドア (Garage Door)
レベル6 - 暗号とき (Crack The Code)
レベル7 - 蛇口をおして (Press the Valve)
レベル8 - 爆弾でドッジボール (Let's PLay Dodge Bomb)
レベル9 - 大爆発 (Blast Off)
レベル10 - 屋上につれてって (Top Floor, Please)
BONUS Lv - 目立たないようにね (Under The Rader)
  - Troubled Waters

  - Under Pressure

  - Sink Or Swim

  - Change is Good

  - Boiling point

  - Stretched Thin

  - Caution to the Wind

  - Rising Tide

  - Out To Dry
- Cranky's Story
  - Cranky's 1st course

  - Hunger pains

  - Bulking Up

  - Overstuffed
- Mystery Duck
  - Moves everywhere

  - MegaDuck

  - Ducklings
- Allie's Story
  - Warming Up

  - Tuning In

コレクション (Collection)
- ウロコぴかぴかシャンプー (Shiny Scale Shampoo)
レベル4『配管工ぼしゅう中』で入手可能、クリアするとコレクションになる。
- 泡だらけの石けん (Suds-A-Lot Soap)
レベル6『暗号とき』で入手可能。
- 幸運のヘチマスポンジ (Lucky Loofah)
レベル9『大爆発』で入手可能。
- ボーナスレベル (BONUS LEVEL)
レベル4、レベル6、レベル9でアイテムを入手していれば攻略可。

達成 (Achievements)
- 「初めまして、スワンピー」コンプリート（レベル1〜レベル10）
- 「初めまして、スワンピー」で3羽のアヒルを達成
- 収集アイテム1番目をゲット
- ボーナスレベルをロック解除（次のステージに行ける）

## 主なキャラクター
スワンピー(Swampy)
下水道に住んでいるワニ、主人公である。
ほかのワニとは違い、お風呂が大好き。
アリーに一目惚れである。
声の担当者はゲーム同様、ジャスティン・ボーラーである。
クランキー(Cranky)
スワンピーのライバル、クランキーもアリーに一目ぼれのため、スワンピーを嫌う。
アリー(Allie)
頭の上に紫リボンをつけた女の子で、スワンピーのガールフレンド。
カール(Carl)
スワンピーとクランキーとアリーの友達。間抜けっぽい。
Pushy and Shovey
2人兄弟。どちらがどちらなのかは不明。

## スタッフ
- ディレクター - ロブ・フェンドラー（英語版）
- プロデューサー - コリ・レイ（英語版）
- 制作 - アニマックス・エンターテインメント
- 著作 - ディズニー・インタラクティブ・スタジオ

## サブタイトル
| No. | サブタイトル(JPN)      | サブタイトル(USA) |
| --- | ---------------------- | ----------------- |
| 1   | 始めまして、スワンピー | Meet Swampy       |
| 2   | 満ち潮                 | Rising Tide       |
| 3   | 変化っていいね         | Change Is Good    |
| 4   | 水に問題アリ           | Troubled Waters   |
| 5   | プレッシャーの中で     | Under Pressure    |
| 6   | お外で乾かそう         | Out to Dry        |
| 7   | いちかばちか           | Sink or Swim      |
| 8   | はれつ寸前             | Stretched Thin    |
| 9   | 氷の上で               | On Ice            |
| 10  | ふっとう点             | Boiling Point     |
| 11  | 絶体絶命               | Double Trouble    |
| 12  | アヒル                 | Ducky             |